# Red Eagles 's-Hertogenbosch
Le Red Eagles Hertogenbosch est un club de hockey sur glace de Bois-le-Duc aux Pays-Bas. Il évolue en BeNe League.